# Huallaga (provincie)
Huallaga is een provincie in de regio San Martín in Peru. De provincie heeft een oppervlakte van  2.381 km² en telt 25.328 inwoners (2015). De hoofdplaats van de provincie is het district Saposoa.

## Bestuurlijke indeling
De provincie Huallaga is verdeeld in zes districten, UBIGEO tussen haakjes:
- (220402) Alto Saposoa
- (220403) El Eslabón
- (220404) Piscoyacu
- (220405) Sacanche
- (220401) Saposoa, hoofdplaats van de provincie
- (220406) Tingo de Saposoa

Bellavista · El Dorado · Huallaga · Lamas · Mariscal Cáceres · Moyobamba · Picota · Rioja · San Martín · Tocache